# Aragats FC
El Aragats FC (en armenio: Արագած Ֆուտբոլային Ակումբ) fue un equipo de fútbol de Armenia que alguna vez jugó en la Liga Premier de Armenia, la primera división de fútbol en el país.

## Historia
Fue fundado en el año 1967 en la ciudad de Gyumri de la provincia de Shirak, haciendo de equipo reserva del FC Shirak como el FC Shirak-2 hasta que en 1973 cambia su nombre por el de Aragats Leninikan, teniendo su etapa más exitosa en la cual ganaron 3 títulos de la liga soviética de Armenia y una copa de Armenia.
El club fue uno de los equipos fundadores de la Primera Liga de Armenia en 1992 y para la temporada de 1995 logró el ascenso a la Liga Premier de Armenia, liga en la cual estuvo 4 temporadas, la última de ellas en 1999, año en el que cambió su nombre por el de FK Gyumri.
El club se mantuvo dos temporadas en la Primera Liga de Armenia hasta su desaparición en 2002 como el Aragats FC luego de ser adquirido por el FC Shirak y crear al FC Shirak II.

## Palmarés
- Liga soviética de Armenia: 3

1979, 1980, 1986
- Copa Soviética de Armenia: 1

1973
- Primera Liga de Armenia: 2

1994, 1997